# Brdarowa Dzwonnica
Brdarowa Dzwonnica (słow. Brdárova zvonica) – końcowa kulminacja Brdarowych Grap, bocznej grani Liptowskich Kop w słowackich Tatrach. Wznosi się na wysokość 1701 m n.p.m., pomiędzy doliną Koprowicą a głównym ciągiem Doliny Cichej.
Wierzchołek Brdarowej Dzwonnicy jest skalisty, poza tym cały masyw porośnięty jest lasem, a w najwyższych partiach także kosodrzewiną. Pod szczytem liczne limby. Na stokach zachodnich i południowych fragmenty gołoborzy. Od 1948 r. cały rejon Liptowskich Kop stanowi zamknięty dla turystów obszar ochrony ścisłej TANAP-u.
W wielu publikacjach polskich, a także w źródłach słowackich, nazwa Brdarowa Dzwonnica (słow. Brdárova zvonica) używana jest na określenie sąsiedniego wzniesienia – wyższej i wybitniejszej Małej Brdarowej Grapy (1722 m).
Temu niepozornemu wzniesieniu literat i ewangelicki pastor w Liptowskim Mikułaszu Daniel Bachát (pseudonim Miloslav Dumný) poświęcił balladę pt. Brdárova zvonica v Tatrách. 